# Чавуш

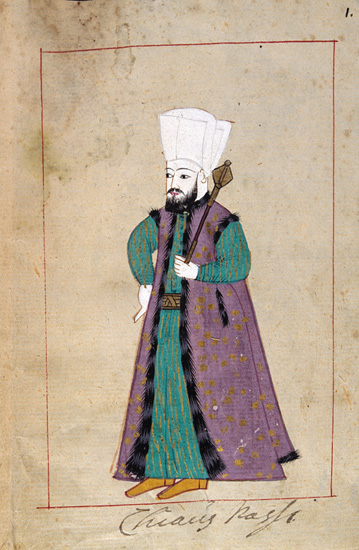
Чавуш-баши із символом влади — булавою (буздиганом) (1657).

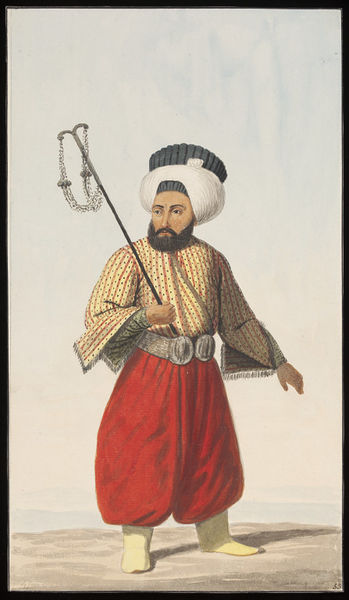
Чавуш-баши (1809).

Чавуш (тур. çavuş, «гонець») — в Османській імперії придворний службовець султанського палацу, посланець для особливих доручень.
Чавуші брали участь у дипломатичних місіях та посольствах, виконували кур'єрські місії, доставляли накази в провінції, сповіщали про вручення нагород і звільнення з посад. Вони пильнували за дисципліною на засіданнях Дивану (імперської ради) та палацових церемоній; супроводжували султана під час виїзду з палацу, вартували перед султанським наметом у поході. Отримували державну платню, нагороджувалися державними земельними наділами — тімарами та зеаметами, що мали правовий і податковий імунітет. 1480 році при султанському палаці нараховувалося 400 чавушів, а 1670 року — 686.
Чавушів очолював чавуш-баши (тур. Çavusbasi), «головний чавуш», командир палацових гінців. До його обов'язків входили збереження порядку й дотримання протоколів на Дивані, посередницькі місії з іноземцями. З 1656 року, після перенесення центру урядування з Дивану до резиденції великого візира, чавуш-баши став представником останнього в імперській раді, де одержував скраги і подання. Спочатку він брав участь у раді великого візира, а згодом став членом уряду. Після 1720 року чавуш-баши отримав статус візира, а на початку XIX століття перетворився на міністра юстиції.
В сучасній турецькій мові слово чавуш означає «сержант».